# Johannes Prinz
Johannes Prinz (Wolfsberg (Karinthië), 1958) is een Oostenrijkse koorleider en dirigent.

## Leven
Johannes Prinz kwam reeds vroeg tijdens zijn kindertijd met muziek in aanraking door zijn vader, die als componist en muziekpedagoog werkzaam was.  Op negenjarige leeftijd werd hij sopraansolist bij de Wiener Sängerknaben en nam aan internationale tournees van dit koor deel.  Hij werd toen door Ferdinand Grossmann geprezen en later ook door Erwin Ortner (dirigent van het Arnold Schönberg Chor Wenen) waarbij hij privé de opleiding tot koorleider volgde.
Zijn muzikale studies en instrumentale opleiding, alsook zijn scholing tot zangleraar aan de Universiteit voor Muziek en Uitvoerende Kunst te Wenen volbracht hij met onderscheiding. Verder studeerde hij voor Dirigent bij Karl Österreicher.  
Nadat hij reeds als assistent bij het Arnold Schönberg Chor actief was, richtte Prinz in 1982 het koor van de Weense Wetenschapsuniversiteit op, dat hij 7 jaar lang leidde en waarbij hij eerste prijzen won tijdens talrijke wedstrijden. In 1988 werd hij bovendien aangesteld als dirigent van het Kamerkoor van de Weense muziekuniversiteit, waarmee hij in 1995 de eerste prijs van het internationale kamerkoorwedstrijd in Marktoberdorf verwierf. Van 1995 tot 2007 was hij tevens koorleider van het Weens kamerkoor. 
Van het Gesellschaft der Musikfreunde werd Johannes Prinz in 1991 tot leider van de Wiener Singverein benoemd, een positie die hij tot heden bekleedt. Concertprojecten met belangrijke orkesten en bekende dirigenten, internationale concertreizen en uitvoeringen voor cd-opnames kenmerken zijn huidige bezigheden.
Als pedagoog richtte Prinz niet alleen de zangweek te Wolfsberg op, die hij 10 jaar lang leidde, maar behield hij ook tot in 1985 zijn leerstoel aan de Weense muziekuniversiteit. In 2000 werd hij tot professor voor koorleiding aan de Kunstuniversiteit van Graz benoemd. Bovendien werkt hij als docent bij talrijke nationale en internationale koorleiderscursussen.